# Liste der Kulturgüter in Schlossrued
Die Liste der Kulturgüter in Schlossrued enthält alle Objekte in der Gemeinde Schlossrued im Kanton Aargau, die gemäss der Haager Konvention zum Schutz von Kulturgut bei bewaffneten Konflikten, dem Bundesgesetz vom 20. Juni 2014 über den Schutz der Kulturgüter bei bewaffneten Konflikten sowie der Verordnung vom 29. Oktober 2014 über den Schutz der Kulturgüter bei bewaffneten Konflikten unter Schutz stehen.
Objekte der Kategorie A sind im Gemeindegebiet nicht ausgewiesen, Objekte der Kategorie B sind vollständig in der Liste enthalten, Objekte der Kategorie C fehlen zurzeit (Stand: 1. Januar 2023). Unter übrige Baudenkmäler sind weitere geschützte Objekte zu finden, die in der Bau- und Nutzungsordnung der Gemeinde verzeichnet und nicht bereits in der Liste der Kulturgüter enthalten sind.

## Kulturgüter
| Foto |                                                                   | Objekt                                               | Kat. | Typ | Standort                            | Beschreibung |
| ---- | ----------------------------------------------------------------- | ---------------------------------------------------- | ---- | --- | ----------------------------------- | --- |
| ja   | Datei hochladen · Wikidata zu Schloss Rued (Q1425828)             | Schloss Rued KGS-Nr.: 00238                          | A    | G   | Schlossstrasse 33.1 649211 / 238191 | In den Jahren 1792 bis 1796 von Carl Ahasver von Sinner erbautes Schloss im schlichten frühklassizistischen Stil, Viergeschossiger Bau mit hohem Walmdach und turmartigem Mittelrisalit. Die Terrassen stammen vom mittelalterlichen Vorgängerbau. |
| ja   | Datei hochladen · Wikidata zu Reformierte Kirche Rued (Q1559901)  | Reformierte Pfarrkirche Rued KGS-Nr.: 11644          | B    | G   | Hauptstrasse 65.2 649892 / 237323   | Um 1500 erbaute Kirche im gotischen Stil, mit Teilen einer romanischen Kirche des 11./12. Jahrhunderts. Bestehend aus Kirchenschiff mit schwach eingezogenem Polygonalchor. An der Westseite sechseckiger Dachreiter mit hohem Spitzhelm.          |
| ja   | Datei hochladen · Wikidata zu Ruine Alt Rued (Q29580716)          | Ruine Alt Rued KGS-Nr.: 15749                        | B    | F   | Untere Burghalde 649244 / 237604    | Ruine einer Burg aus der Mitte des 12. Jahrhunderts, 1386 zerstört. Erhalten geblieben ist das Mauerwerk eines Wehrturms, das an einzelnen Stellen bis zu 1,5 m hoch ist.                                                                          |
| ja   | Datei hochladen · Wikidata zu Ehemalige Schlossmühle (Q29580708)  | Ehemalige Schlossmühle KGS-Nr.: 15750                | B    | G   | Mühle 27 649245 / 237996            | 1658 erbautes zweigeschossiges Mühlengebäude mit Krüppelwalmdach und Ründe. |
| ja   | Datei hochladen · Wikidata zu Gasthaus "Zum Storchen" (Q29580713) | Gasthaus "Zum Storchen" (Zehntenhaus) KGS-Nr.: 15751 | B    | G   | Hauptstrasse 26 649214 / 238013     | Im 17. Jahrhundert erbautes Kornhaus, 1843/44 zum heutigen Gasthaus umgebaut. Nachgotischer, dreigeschossiger Mauerbau mit steilem Gerschilddach und Ründen.                                                                                       |
| BW   | Datei hochladen · Wikidata zu Sodbrunnen (Q29580718)              | Sodbrunnen KGS-Nr.: 15752                            | B    | K   | bei Hohliebe 397 649855 / 238503    | In der ersten Hälfte des 19. Jahrhunderts angelegter Sodbrunnen, 1993 wiederentdeckt und aufgemauert. |

## Übrige Baudenkmäler
| ID  | Foto |                 | Objekt                   | Typ | Standort                            | Beschreibung |
| --- | ---- | --------------- | ------------------------ | --- | ----------------------------------- | ------------ |
| 37  | BW   | Datei hochladen | Pächterhaus beim Schloss | G   | Schlossstrasse 39.2 649236 / 238223 |              |
| 43A | BW   | Datei hochladen | Tanzhüsli                | G   | Schlossstrasse 33 649226 / 238072   |              |
|     | BW   | Datei hochladen | Hochstudhaus             | G   | Langacker 59 649753 / 237509        |              |
|     | BW   | Datei hochladen | Reisthaus                | G   | Klack 10 648471 / 238866            |              |
|     | BW   | Datei hochladen | Speicher                 | G   | Batthof 48 649418 / 238663          |              |

Legende: Siehe Legende der Liste der Kulturgüter von nationaler und regionaler Bedeutung. Anstelle der KGS-Nummer wird als Objekt-Identifikator (ID) die Inventar- oder Gebäudenummer in der Bau- und Nutzungsordnung der Gemeinde verwendet.